# Василка Петкова
Василка Петкова е българска народна певица, изпълнителка на шопски народни песни от Бурелa.

## Биография
Родена е на 14 януари 1923 в село Ярловци (от 1965 година квартал на Драгоман), Драгоманско, в бедно семейство. Нейният род е бил с големи певчески традиции. Баба ѝ е била прочута изпълнителка на народни песни за времето си. Тя предала дарбата си на бащата на Василка, а той на нея. Като малка Василка слушала хубавия му глас и от него научила песните „Замръкнал Янко надалеко“ и „Пушка пукна в гора зелена“, които пеел пред гости.
На 6-годишна възраст бащата на Василка Петкова я оставя сираче и тя е принудена да тръгне след овцете и козите. От нейния дядо е запомнила песните „Седнала е Ката на малата врата“ и „Дилмано, дилберо“, която по-късно става известна в изпълнението на Държавния ансамбъл „Филип Кутев“.
На 17-годишна възраст Василка Петкова вече има богат репертоар с народни песни. Първите ѝ изпълнения в Радио София са през 1949 година. Същата година се мести да живее в София и прави записи в радиото. От 1956 започва турнета с Концертната дирекция. Работи с народните певици Мита Стойчева, Атанаска Тодорова и сестри Кушлеви в групата „Наша песен“.  Василка Петкова предава 160 от своите песни на Музикалния институт и 30 на БНР, където има записани 12 песни. Почетен гражданин е на Драгоман. През 2012 година народната певица е наградена от министъра на културата Владимир Пенев с почетната награда „Златен век“. Умира в София през 2014 година.